# 西蒙·贝克
西蒙·贝克（Simon Baker，1969年7月30日－），原名西蒙·丹尼（Simon Denny），在澳大利亚出生、并在美国发展事业的电影演员、电视演员。目前，在美国罪案调查电视剧《心计》（The Mentalist）中出演咨询顾问派屈克·簡（Patrick Jane）一角色。曾出演《穿著PRADA的恶魔》、《黑心交易員的告白》。在20歲初時曾到臺灣自助旅行2個月。

## 感情生活
- 1998年与澳洲女演员丽贝卡·里格结婚，两人有三个孩子：Stella Breeze、Claude Blue和Harry Friday。
- 娜歐蜜·華茲是贝克二儿子Claude Blue的教母。
- 妮可·基曼是贝克最小的儿子Harry Friday的教母。